# Supercupa Moldovei 2015
La Supercupa Moldovei 2015 è stata la 9ª edizione della Supercoppa moldava.
La partita si è disputata a Tiraspol allo stadio Sheriff Stadium tra Sheriff Tiraspol, vincitore della coppa e Milsami Orhei, vincitore del campionato.
A conquistare il trofeo è stato lo Sheriff Tiraspol per 1-3. Per la formazione della Transnistria si tratta del sesto titolo.

## Tabellino
| Arbitro: | Stoianov (Taraclia) |

|                                            |           |                |
| Juninho Potiguar 4’ Macrițchii 9’ Cadú 34’ | Marcatori | 22’ (rig.) Bud |

| Sheriff Tiraspol | Milsami Orhei |